# سيرغي ميخائيلوفيتش سميرنوف
سيرغي ميخائيلوفيتش سميرنوف (بالروسية: Сергей Михайлович Смирнов)‏ هو سياسي روسي، ولد في 12 أكتوبر 1950 في تشيتا في روسيا.